# Kurdikere, Nagamangala
Kurdikere là một làng thuộc tehsil Nagamangala, huyện Mandya, bang Karnataka, Ấn Độ.